# Bộ Mộc lan
Bộ Mộc lan (danh pháp khoa học: Magnoliales) là một bộ thực vật có hoa trong phân lớp Mộc lan. Các phân loại mới nhất đưa vào trong bộ này các họ sau:
- Họ Magnoliaceae (họ Mộc lan)
- Họ Myristicaceae (họ Nhục đậu khấu)
- Họ Degeneriaceae
- Họ Himantandraceae
- Họ Annonaceae (họ Na)
- Họ Eupomatiaceae

Bộ Magnoliales là nhóm cơ sở, thông thường hay được đưa vào thực vật hai lá mầm nhưng dường như chúng có quan hệ họ hàng gần gũi với thực vật một lá mầm hơn là với phần lớn các bộ khác của thực vật hai lá mầm. Trong bộ này thì chi Mộc lan (Magnolia) là chi điển hình cho thực vật có hoa nói chung, vì thế một tên gọi khoa học hợp lệ của ngành thực vật có hoa là Magnoliophyta.

## Hệ thống APG
Hệ thống APG (1998) và hệ thống APG II (2003) đặt bộ này trong nhánh magnoliids với định nghĩa như sau:
|  | Canellales |
|  |            |
|  | Piperales  |
|  |            |

|  | Degeneriaceae   |
|  |                 |
|  | Himantandraceae |
|  |                 |

|  | Eupomatiaceae |
|  |               |
|  | Annonaceae    |
|  |               |

|  | Degeneriaceae   |
|  |                 |
|  | Himantandraceae |
|  |                 |

|  | Eupomatiaceae |
|  |               |
|  | Annonaceae    |
|  |               |

|  | Degeneriaceae   |
|  |                 |
|  | Himantandraceae |
|  |                 |

|  | Eupomatiaceae |
|  |               |
|  | Annonaceae    |
|  |               |

|  | Degeneriaceae   |
|  |                 |
|  | Himantandraceae |
|  |                 |

|  | Eupomatiaceae |
|  |               |
|  | Annonaceae    |
|  |               |

|  | Degeneriaceae   |
|  |                 |
|  | Himantandraceae |
|  |                 |

|  | Eupomatiaceae |
|  |               |
|  | Annonaceae    |
|  |               |

|  | Degeneriaceae   |
|  |                 |
|  | Himantandraceae |
|  |                 |

|  | Eupomatiaceae |
|  |               |
|  | Annonaceae    |
|  |               |

|  | Degeneriaceae   |
|  |                 |
|  | Himantandraceae |
|  |                 |

|  | Eupomatiaceae |
|  |               |
|  | Annonaceae    |
|  |               |

|  | Degeneriaceae   |
|  |                 |
|  | Himantandraceae |
|  |                 |

|  | Eupomatiaceae |
|  |               |
|  | Annonaceae    |
|  |               |

|  | Degeneriaceae   |
|  |                 |
|  | Himantandraceae |
|  |                 |

|  | Eupomatiaceae |
|  |               |
|  | Annonaceae    |
|  |               |

|  | Degeneriaceae   |
|  |                 |
|  | Himantandraceae |
|  |                 |

|  | Eupomatiaceae |
|  |               |
|  | Annonaceae    |
|  |               |

|  | Degeneriaceae   |
|  |                 |
|  | Himantandraceae |
|  |                 |

|  | Eupomatiaceae |
|  |               |
|  | Annonaceae    |
|  |               |

|  | Degeneriaceae   |
|  |                 |
|  | Himantandraceae |
|  |                 |

|  | Eupomatiaceae |
|  |               |
|  | Annonaceae    |
|  |               |

|  | Degeneriaceae   |
|  |                 |
|  | Himantandraceae |
|  |                 |

|  | Eupomatiaceae |
|  |               |
|  | Annonaceae    |
|  |               |

|  | Degeneriaceae   |
|  |                 |
|  | Himantandraceae |
|  |                 |

|  | Eupomatiaceae |
|  |               |
|  | Annonaceae    |
|  |               |

|  | Degeneriaceae   |
|  |                 |
|  | Himantandraceae |
|  |                 |

|  | Eupomatiaceae |
|  |               |
|  | Annonaceae    |
|  |               |

|  | Degeneriaceae   |
|  |                 |
|  | Himantandraceae |
|  |                 |

|  | Eupomatiaceae |
|  |               |
|  | Annonaceae    |
|  |               |

|  | Canellales |
|  |            |
|  | Piperales  |
|  |            |

|  | Degeneriaceae   |
|  |                 |
|  | Himantandraceae |
|  |                 |

|  | Eupomatiaceae |
|  |               |
|  | Annonaceae    |
|  |               |

|  | Degeneriaceae   |
|  |                 |
|  | Himantandraceae |
|  |                 |

|  | Eupomatiaceae |
|  |               |
|  | Annonaceae    |
|  |               |

|  | Degeneriaceae   |
|  |                 |
|  | Himantandraceae |
|  |                 |

|  | Eupomatiaceae |
|  |               |
|  | Annonaceae    |
|  |               |

|  | Degeneriaceae   |
|  |                 |
|  | Himantandraceae |
|  |                 |

|  | Eupomatiaceae |
|  |               |
|  | Annonaceae    |
|  |               |

|  | Degeneriaceae   |
|  |                 |
|  | Himantandraceae |
|  |                 |

|  | Eupomatiaceae |
|  |               |
|  | Annonaceae    |
|  |               |

|  | Degeneriaceae   |
|  |                 |
|  | Himantandraceae |
|  |                 |

|  | Eupomatiaceae |
|  |               |
|  | Annonaceae    |
|  |               |

|  | Degeneriaceae   |
|  |                 |
|  | Himantandraceae |
|  |                 |

|  | Eupomatiaceae |
|  |               |
|  | Annonaceae    |
|  |               |

|  | Degeneriaceae   |
|  |                 |
|  | Himantandraceae |
|  |                 |

|  | Eupomatiaceae |
|  |               |
|  | Annonaceae    |
|  |               |

|  | Degeneriaceae   |
|  |                 |
|  | Himantandraceae |
|  |                 |

|  | Eupomatiaceae |
|  |               |
|  | Annonaceae    |
|  |               |

|  | Degeneriaceae   |
|  |                 |
|  | Himantandraceae |
|  |                 |

|  | Eupomatiaceae |
|  |               |
|  | Annonaceae    |
|  |               |

|  | Degeneriaceae   |
|  |                 |
|  | Himantandraceae |
|  |                 |

|  | Eupomatiaceae |
|  |               |
|  | Annonaceae    |
|  |               |

|  | Degeneriaceae   |
|  |                 |
|  | Himantandraceae |
|  |                 |

|  | Eupomatiaceae |
|  |               |
|  | Annonaceae    |
|  |               |

|  | Degeneriaceae   |
|  |                 |
|  | Himantandraceae |
|  |                 |

|  | Eupomatiaceae |
|  |               |
|  | Annonaceae    |
|  |               |

|  | Degeneriaceae   |
|  |                 |
|  | Himantandraceae |
|  |                 |

|  | Eupomatiaceae |
|  |               |
|  | Annonaceae    |
|  |               |

|  | Degeneriaceae   |
|  |                 |
|  | Himantandraceae |
|  |                 |

|  | Eupomatiaceae |
|  |               |
|  | Annonaceae    |
|  |               |

|  | Degeneriaceae   |
|  |                 |
|  | Himantandraceae |
|  |                 |

|  | Eupomatiaceae |
|  |               |
|  | Annonaceae    |
|  |               |

|  | Canellales |
|  |            |
|  | Piperales  |
|  |            |

|  | Degeneriaceae   |
|  |                 |
|  | Himantandraceae |
|  |                 |

|  | Eupomatiaceae |
|  |               |
|  | Annonaceae    |
|  |               |

|  | Degeneriaceae   |
|  |                 |
|  | Himantandraceae |
|  |                 |

|  | Eupomatiaceae |
|  |               |
|  | Annonaceae    |
|  |               |

|  | Degeneriaceae   |
|  |                 |
|  | Himantandraceae |
|  |                 |

|  | Eupomatiaceae |
|  |               |
|  | Annonaceae    |
|  |               |

|  | Degeneriaceae   |
|  |                 |
|  | Himantandraceae |
|  |                 |

|  | Eupomatiaceae |
|  |               |
|  | Annonaceae    |
|  |               |

|  | Degeneriaceae   |
|  |                 |
|  | Himantandraceae |
|  |                 |

|  | Eupomatiaceae |
|  |               |
|  | Annonaceae    |
|  |               |

|  | Degeneriaceae   |
|  |                 |
|  | Himantandraceae |
|  |                 |

|  | Eupomatiaceae |
|  |               |
|  | Annonaceae    |
|  |               |

|  | Degeneriaceae   |
|  |                 |
|  | Himantandraceae |
|  |                 |

|  | Eupomatiaceae |
|  |               |
|  | Annonaceae    |
|  |               |

|  | Degeneriaceae   |
|  |                 |
|  | Himantandraceae |
|  |                 |

|  | Eupomatiaceae |
|  |               |
|  | Annonaceae    |
|  |               |

|  | Degeneriaceae   |
|  |                 |
|  | Himantandraceae |
|  |                 |

|  | Eupomatiaceae |
|  |               |
|  | Annonaceae    |
|  |               |

|  | Degeneriaceae   |
|  |                 |
|  | Himantandraceae |
|  |                 |

|  | Eupomatiaceae |
|  |               |
|  | Annonaceae    |
|  |               |

|  | Degeneriaceae   |
|  |                 |
|  | Himantandraceae |
|  |                 |

|  | Eupomatiaceae |
|  |               |
|  | Annonaceae    |
|  |               |

|  | Degeneriaceae   |
|  |                 |
|  | Himantandraceae |
|  |                 |

|  | Eupomatiaceae |
|  |               |
|  | Annonaceae    |
|  |               |

|  | Degeneriaceae   |
|  |                 |
|  | Himantandraceae |
|  |                 |

|  | Eupomatiaceae |
|  |               |
|  | Annonaceae    |
|  |               |

|  | Degeneriaceae   |
|  |                 |
|  | Himantandraceae |
|  |                 |

|  | Eupomatiaceae |
|  |               |
|  | Annonaceae    |
|  |               |

|  | Degeneriaceae   |
|  |                 |
|  | Himantandraceae |
|  |                 |

|  | Eupomatiaceae |
|  |               |
|  | Annonaceae    |
|  |               |

|  | Degeneriaceae   |
|  |                 |
|  | Himantandraceae |
|  |                 |

|  | Eupomatiaceae |
|  |               |
|  | Annonaceae    |
|  |               |

|  | Canellales |
|  |            |
|  | Piperales  |
|  |            |

|  | Degeneriaceae   |
|  |                 |
|  | Himantandraceae |
|  |                 |

|  | Eupomatiaceae |
|  |               |
|  | Annonaceae    |
|  |               |

|  | Degeneriaceae   |
|  |                 |
|  | Himantandraceae |
|  |                 |

|  | Eupomatiaceae |
|  |               |
|  | Annonaceae    |
|  |               |

|  | Degeneriaceae   |
|  |                 |
|  | Himantandraceae |
|  |                 |

|  | Eupomatiaceae |
|  |               |
|  | Annonaceae    |
|  |               |

|  | Degeneriaceae   |
|  |                 |
|  | Himantandraceae |
|  |                 |

|  | Eupomatiaceae |
|  |               |
|  | Annonaceae    |
|  |               |

|  | Degeneriaceae   |
|  |                 |
|  | Himantandraceae |
|  |                 |

|  | Eupomatiaceae |
|  |               |
|  | Annonaceae    |
|  |               |

|  | Degeneriaceae   |
|  |                 |
|  | Himantandraceae |
|  |                 |

|  | Eupomatiaceae |
|  |               |
|  | Annonaceae    |
|  |               |

|  | Degeneriaceae   |
|  |                 |
|  | Himantandraceae |
|  |                 |

|  | Eupomatiaceae |
|  |               |
|  | Annonaceae    |
|  |               |

|  | Degeneriaceae   |
|  |                 |
|  | Himantandraceae |
|  |                 |

|  | Eupomatiaceae |
|  |               |
|  | Annonaceae    |
|  |               |

|  | Degeneriaceae   |
|  |                 |
|  | Himantandraceae |
|  |                 |

|  | Eupomatiaceae |
|  |               |
|  | Annonaceae    |
|  |               |

|  | Degeneriaceae   |
|  |                 |
|  | Himantandraceae |
|  |                 |

|  | Eupomatiaceae |
|  |               |
|  | Annonaceae    |
|  |               |

|  | Degeneriaceae   |
|  |                 |
|  | Himantandraceae |
|  |                 |

|  | Eupomatiaceae |
|  |               |
|  | Annonaceae    |
|  |               |

|  | Degeneriaceae   |
|  |                 |
|  | Himantandraceae |
|  |                 |

|  | Eupomatiaceae |
|  |               |
|  | Annonaceae    |
|  |               |

|  | Degeneriaceae   |
|  |                 |
|  | Himantandraceae |
|  |                 |

|  | Eupomatiaceae |
|  |               |
|  | Annonaceae    |
|  |               |

|  | Degeneriaceae   |
|  |                 |
|  | Himantandraceae |
|  |                 |

|  | Eupomatiaceae |
|  |               |
|  | Annonaceae    |
|  |               |

|  | Degeneriaceae   |
|  |                 |
|  | Himantandraceae |
|  |                 |

|  | Eupomatiaceae |
|  |               |
|  | Annonaceae    |
|  |               |

|  | Degeneriaceae   |
|  |                 |
|  | Himantandraceae |
|  |                 |

|  | Eupomatiaceae |
|  |               |
|  | Annonaceae    |
|  |               |

Trong các hệ thống này, do APG công bố, bộ Magnoliales là nhóm cơ sở, loại ra khỏi eudicots.

## Các hệ thống sớm hơn
Hệ thống Cronquist (1981) đặt bộ này trong phân lớp Magnoliidae của lớp Magnoliopsida (=thực vật hai lá mầm) và sử dụng định nghĩa sau: 
- Bộ Magnoliales
  - Họ Annonaceae
  - Họ Degeneriaceae
  - Họ Eupomatiaceae
  - Họ Himantandraceae
  - Họ Magnoliaceae
  - Họ Myristicaceae
  - Họ Austrobaileyaceae
  - Họ Canellaceae
  - Họ Lactoridaceae
  - Họ Winteraceae

Hệ thống Thorne (1992) đặt bộ này trong siêu bộ Magnolianae, phân lớp Magnoliidae (= thực vật hai lá mầm), trong lớp Magnoliopsida (= thực vật hạt kín) và sử dụng định nghĩa này (bao gồm cả thực vật đặt trong bộ Laurales và Piperales bởi các hệ thống khác):
- Bộ Magnoliales
  - Họ Amborellaceae
  - Họ Annonaceae
  - Họ Aristolochiaceae
  - Họ Austrobaileyaceae
  - Họ Calycanthaceae
  - Họ Canellaceae
  - Họ Chloranthaceae
  - Họ Degeneriaceae
  - Họ Eupomatiaceae
  - Họ Gomortegaceae
  - Họ Hernandiaceae
  - Họ Himantandraceae
  - Họ Illiciaceae
  - Họ Lactoridaceae
  - Họ Lauraceae
  - Họ Magnoliaceae
  - Họ Monimiaceae
  - Họ Myristicaceae
  - Họ Piperaceae
  - Họ Saururaceae
  - Họ Schisandraceae
  - Họ Trimeniaceae
  - Họ Winteraceae

Hệ thống Engler, trong phiên bản cập nhật năm 1964, đặt bộ này trong phân lớp Archychlamydeae trong lớp Dicotyledoneae (=thực vật hai lá mầm) và sử dụng định nghĩa này: 
- Bộ Magnoliales
  - Họ Amborellaceae
  - Họ Annonaceae
  - Họ Austrobaileyaceae
  - Họ Calycanthaceae
  - Họ Canellaceae
  - Họ Cercidiphyllaceae
  - Họ Degeneriaceae
  - Họ Eupomatiaceae
  - Họ Eupteleaceae
  - Họ Gomortegaceae
  - Họ Hernandiaceae
  - Họ Himantandraceae
  - Họ Illiciaceae
  - Họ Lauraceae
  - Họ Magnoliaceae
  - Họ Monimiaceae
  - Họ Myristicaceae
  - Họ Schisandraceae
  - Họ Trimeniaceae
  - Họ Tetracentraceae
  - Họ Trochodendraceae
  - Họ Winteraceae

Hệ thống Wettstein, phiên bản cuối cùng công bố năm 1935, không sử dụng tên gọi này mặc dù nó có bộ với định nghĩa tương tự với tên gọi Polycarpicae. Nó được đặt trong Dialypetalae trong phân lớp Choripetalae của lớp Dicotyledones.